# Listă de filme științifico-fantastice înainte de 1920
| 1895                                                |                              |                                                             |                                                       |             |
| La Charcuterie mécanique                            | Frații Lumière               |                                                             | Franța                                                | Film scurt  |
| 1897                                                |                              |                                                             |                                                       |             |
| Gugusse et l'Automate                               | Georges Méliès               | Georges Méliès                                              | Franța                                                | Film scurt  |
| 1902                                                |                              |                                                             |                                                       |             |
| Voiajul în lună                                     | Georges Méliès               | Georges Méliès                                              | Franța                                                | Film scurt  |
| 1904                                                |                              |                                                             |                                                       |             |
| Voyage à travers l'impossible                       | Georges Méliès               | Georges Méliès, Fernande Albany                             | Franța                                                | Film scurt  |
| 1906                                                |                              |                                                             |                                                       |             |
| The '?' Motorist                                    | Walter R. Booth              | Ramszesz Varga                                              | Regatul Unit al Marii Britanii și al Irlandei de Nord | Film scurt  |
| 1907                                                |                              |                                                             |                                                       |             |
| 20.000 Lieues Sous les Mers                         | Georges Méliès               | Georges Méliès                                              | Franța                                                | Film scurt  |
| L'éclipse du soleil en pleine lune                  | Georges Méliès               | Georges Méliès                                              | Franța                                                | Film scurt  |
| 1908                                                |                              |                                                             |                                                       |             |
| El hotel eléctrico                                  | Segundo de Chomón            | Segundo de Chomón, Julienne Mathieu                         | Spania                                                | Film scurt  |
| 1909                                                |                              |                                                             |                                                       |             |
| The Airship Destroyer                               | Walter R. Booth              |                                                             | Regatul Unit al Marii Britanii și al Irlandei de Nord | [ 5 ]       |
| 1911                                                |                              |                                                             |                                                       |             |
| Aerial Anarchists                                   | Walter Booth                 |                                                             | Regatul Unit al Marii Britanii și al Irlandei de Nord |             |
| 1916                                                |                              |                                                             |                                                       |             |
| Homunculus                                          | Otto Rippert                 | Olaf Fønss, Friedrich Kuehne                                | Germania                                              | Film serial |
| Verdens Undergang                                   | August Blom                  | Alf Blütecher, Olaf Fønss, Johanne Fritz-Petersen           | Danemarca                                             | [ 7 ]       |
| 20.000 de leghe sub mări                            | Stuart Paton                 | Leviticus Jones, Alan Holubar                               | Statele Unite ale Americii                            |             |
| 1917                                                |                              |                                                             |                                                       |             |
| Himmelskibet                                        | Holger-Madsen                | Ole Olsen                                                   | Danemarca                                             |             |
| 1918                                                |                              |                                                             |                                                       |             |
| Alraune                                             | Michael Curtiz, Edmund Fritz | Géza Erdélyi, Gyula Gál                                     | Ungaria                                               |             |
| Alraune, die Henkerstochter, genannt die rote Hanne | Eugen Illés, Joseph Klein    | Max Auzinger, Joseph Klein                                  | Germania                                              |             |
| The Master Mystery                                  | Burton King                  | Harry Houdini, Ruth Stonehouse, William Pike, Floyd Buckley | Statele Unite ale Americii                            | Film serial |
| 1919                                                |                              |                                                             |                                                       |             |
| The First Men in the Moon                           | Bruce Gordon, J.L.V. Leigh   | Bruce Gordon, Heather Thatcher, Lionel d'Aragon             | Regatul Unit al Marii Britanii și al Irlandei de Nord |             |
| Die Arche                                           | Richard Oswald               | Leo Connard, Eva Speyer                                     | Germania                                              |             |